# Boris Levitan
Boris Levitan (7 de junio de 1914 - 4 de abril de 2004) fue un matemático conocido en particular por su trabajo sobre funciones casi periódicas y operadores de Sturm-Liouville, especialmente, sobre dispersión inversa.

## Biografía
Boris Levitan nació en Berdiansk (sureste de Ucrania) y creció en Járkov. Se graduó de la Universidad de Járkov en 1936; en 1938, presentó su tesis doctoral "Some Generalization of Almost Periodic Function" bajo la supervisión de Naum Akhiezer. Luego defendió la tesis de habilitación "Theory of Generalized Translation Operators".
Fue reclutado en el ejército al comienzo de la Segunda Guerra Mundial en 1941 y sirvió hasta 1944. De 1944 a 1961 trabajó en la Academia Militar Dzerzhinsky, y desde 1961 hasta aproximadamente 1992 en la Universidad de Moscú. En 1992 Levitan emigró a Estados Unidos. Durante los últimos años de su vida, trabajó en la Universidad de Minnesota.